# Bezzia mesotibialis
Bezzia mesotibialis är en tvåvingeart som beskrevs av Gustavo R. Spinelli och Wirth 1990. Bezzia mesotibialis ingår i släktet Bezzia och familjen svidknott.
Artens utbredningsområde är Belize. Inga underarter finns listade i Catalogue of Life.